# Association des villes et collectivités pour les communications électroniques et l'audiovisuel
 (avril 2023).
Si vous disposez d'ouvrages ou d'articles de référence ou si vous connaissez des sites web de qualité traitant du thème abordé ici, merci de compléter l'article en donnant les références utiles à sa vérifiabilité et en les liant à la section « Notes et références ».
L'AVICCA est une association française loi 1901 créée en 1986 à la suite du plan câble lancé en 1982 par le gouvernement sous le nom d'Association des Villes Câblées.

## Historique
En 1982, le gouvernement de Pierre Mauroy décide de lancer le plan câble, un vaste plan de développement de la télévision par câble en France. En effet, le pays a accumulé un retard important au cours de la décennie 1970 à la suite de l'abandon par le président Giscard d'Estaing du plan de développement de l'ORTF. L'Etat dirige le plan dès 1982, mais dès 1984, il laisse pour la première fois la possibilité aux communes de s'impliquer dans les réseaux. Ainsi, en 1986, les 16 grandes villes pionnières de cette procédure décident de créer une association pour poursuivre le travail d'échange entre l'Etat, les opérateurs et les communes, le tout chapeauté par la nouvelle loi Léotard qui autorise la création de canaux locaux pour la télévision : l'AVICA (Association des Villes Câblées) est née.
En 1996, la loi de règlementation des Télécommunications ouvre ce secteur à la concurrence et maintien le rôle des collectivités, seulement dans le câble. En 1999, la loi d'orientation pour l'aménagement durable du territoire permet aux collectivités de déployer des infrastructures de support des télécommunications : le câble est relancé par l'internet haut début, les communes peuvent déployer la fibre optique. L'AVICA modifie ses statuts et s'ouvre à toutes les communes porteuses de projets de réseaux de télécommunications, l'association prend le nom d'AVICAM (Association des Villes pour le Câble et le Multimédia).
En 2004, la Loi relative aux communications électroniques et aux services de communication audiovisuelle et la Loi sur la confiance dans l’économie numérique sont promulguées. Les collectivités gagnent la possibilité de devenir des opérateurs, et l’AVICAM prend le nom d'Association des Villes et Collectivités pour les Communications électroniques et l’Audiovisuel (AVICCA). En 2009, la loi relative à la fracture numérique est promulguée, et améliore le cadre général de transition à la TNT. Des aides d'état sont mises en place au niveau européen, et l'AVICAA ainsi que d'autres associations œuvrent à modifier les lignes directrices d'attribution de ces aides, car elles craignent que les plus petites collectivités soient mises à contribution

## Missions
L'AVICCA est une association indépendante qui établit un débat entre différents acteurs institutionnels, industriels, mais aussi avec les autres grandes associations généralistes de collectivités en France (AMF, France Urbaine, ADF...). L'AVICCA entend peser sur les évolutions nationales, en intégrant le débat dans les institutions politiques (Sénat, Assemblée Nationale...).
L'AVICCA  est ainsi un lobby des collectivités dans le numérique,.
Depuis 2013, l'AVICCA est membre du comité de concertation de France Très Haut Débit, qui organise le financement au niveau national du passage au très haut débit en France et rend des avis par le biais de son président Patrick Chaize. 
En 2022, l'AVICCA s'est emparée, avec Infranum, du sujet de la couverture du territoire par la fibre optique,. Les deux associations réclament la mise en place d'un fonds propre analogue à celui déjà en place pour l'installation des réseaux électriques.